# Instrumentace
Instrumentace nebo též orchestrace je technika využití možností hudebních nástrojů při komponování skladby nebo při přepracovávání pro jiné nástrojové obsazení. Cílem je optimální využití či výběr nástrojového obsazení pro strukturu daného celku.
Výraz instrumentace označuje rovněž fázi kompozičního procesu, při níž autor skladbu, co do melodického, harmonického a rytmického průběhu již hotovou a zapsanou ve skice (zpravidla v klavírní sazbě) či particellu, zapisuje do partitury, čímž stanovuje právě využití konkrétních hudebních nástrojů. Dále výraz instrumentace označuje výsledek této části kompozičního procesu a nauku o této činnosti.
Opačným postupem než instrumentace je redukce orchestrální skladby nejčastěji do sazby pro klavír na dvě či čtyři ruce, skladby se sólovými klávesovými nástroji pro dva klavíry, skladby s jinými sólovými nástroji pro původní sólový nástroj a klavír.

## Průběh instrumentace
Instrumentace zpravidla probíhá tak, že skladatel rozepisuje skicu nově vznikající skladby nebo již hotovou skladbu, nejčastěji klavírní, do partitury, kde jsou všechny její součásti určeny k provedení různým nástrojům nebo jejich skupinám. Do skici, která bývá psána v klavírní sazbě, již skladatel často zapisuje poznámky o použití nástrojů. Někteří skladatelé s dobrou hudební pamětí tvoří skladbu včetně instrumentace ve své mysli a hotové dílo pak zapisují již v podobě partitury. V širším slova smyslu instrumentace zahrnuje i práci skladatele na díle se zpěvními, případně recitačními hlasy, kterým přiděluje jím zvolené úkoly. Tato část skladatelské práce a její výsledek se také označuje termínem vokální sazba. Do oboru vokálních projevů je zahrnována i recitace a další zvuky, vytvářené lidským hlasem.
Orchestrální skladba může být také instrumentována pro jiný typ orchestru. Od  poloviny 20. století bylo kupříladu mnoho populárních symfonických skladeb instrumentováno pro velký dechový orchestr.
Instrumentaci hotových skladeb provádějí buď jejich autoři (např. Slovanské tance Antonína Dvořáka pro symfonický orchestr, původně pro klavír na 4 ruce) nebo jiní skladatelé (např. Musorgského klavírní cyklus Obrázky z výstavy je znám především v instrumentaci Maurice Ravela pro symfonický orchestr).  

## Instrumentace pro různá obsazení

### Instrumentace pro symfonický orchestr
I když doslovný význam slova instrumentace je přidělování úloh nástrojů při zaznění jakékoliv skladby, zpravidla se o instrumentaci hovoří v souvislosti se skladbami pro symfonický orchestr nebo skupiny nástrojů v něm užívaných s více než 10 hráči v souvislosti s evropskou novověkou hudbou hudbou (a s hudbou jiných národů, která vznikla pod jejím vlivem). Kromě velkých symfonických orchestrů, disponujících více než 100 hráči, je také mnoho komorních orchestrů obvykle s méně než 50 hráči a smyčcových orchestrů, některé s pouhými 12 hráči. Odborného zájmu se však dostává také instrumentaci pro dechové a jazzové orchestry či menší uskupení, označovaná za kapely.
V základním obsazení symfonického orchestru, které se vyvinulo během 18. století, jsou dřevěné dechové nástroje (flétna, hoboj, klarinet, fagot), žesťové nástroje (trubka, lesní roh, pozoun, tuba), bicí nástroje (tympány, velký buben, činely, zvony aj.), smyčcové nástroje (housle, viola, violoncello, kontrabas). K nim se podle rozhodnutí skladatele přidružují další nástroje a případně i jiné zdroje zvuku a nové době někdy píší skladatelé pro unikátní sestavy.

### Instrumentace pro další ansámbly
Základní nástroje dechového orchestru jsou dřevěné dechové nástroje (pikola, flétna, klarinet), žesťové nástroje (křídlovka, eufonium, lesní roh, trubka, pozoun, tuba) a bicí nástroje.
Základem obsazení jazzových orchestrů (bigbandy) jsou saxofony, trubky, pozouny, kontrabas a bicí nástroje.
Nejpopulárnější části orchestrálních skladeb jsou upravovány také pro různé malé komorní sestavy. Největšího počtu úprav se patrně dočkalo hlavní téma Larga z Dvořákovy Novosvětské symfonie, které je s doplněným textem v úpravě pro sólový hlas a klavír či smíšený sbor rozšířeno zejména v USA.

## Instrumentace v poezii
Instrumentace veršů či vět znamená uspořádání jejich jednotlivých složek, zejména zvukové složky.